# Mouvement en tenaille
Pour les articles homonymes, voir Tenaille (homonymie).
 (mai 2023).
Si vous disposez d'ouvrages ou d'articles de référence ou si vous connaissez des sites web de qualité traitant du thème abordé ici, merci de compléter l'article en donnant les références utiles à sa vérifiabilité et en les liant à la section « Notes et références ».

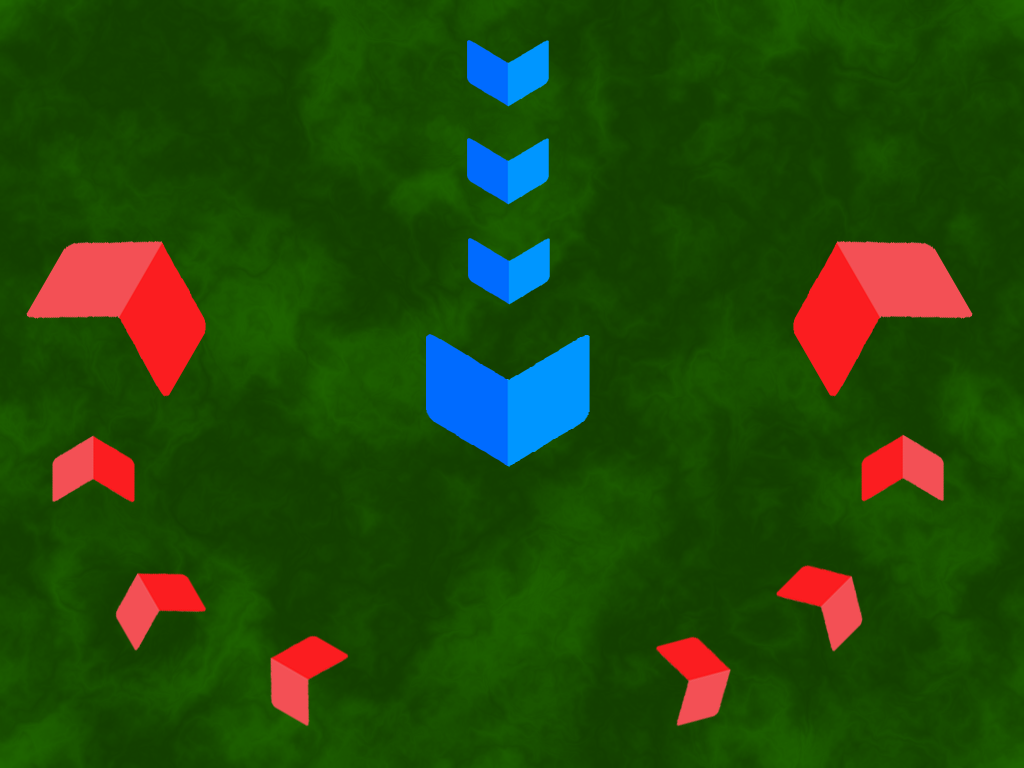
Schéma d'un mouvement en tenaille du rouge sur le bleu.

Un mouvement en tenaille (ou double-enveloppement) est un terme utilisé essentiellement dans le jargon militaire, désignant une manœuvre permettant d'encercler un ennemi en le prenant à revers par les deux flancs afin de lui couper toute retraite ou nouveau renfort.

## Autres appellations
- Marteau et enclume sous Alexandre le Grand ;

- Corne de buffle au sein de l'armée zoulou.

## Exemples de bataille

### Grèce antique
- Bataille de Marathon

- Bataille de Granique
- Bataille d'Issos

### Hannibal Barca
- Bataille du Tessin
- Bataille de la Trébie
- Bataille de Cannes

### Khalid ibn al-Walid
- Bataille de Walaja (en)
- Bataille de Firaz (en)
- Bataille du Yarmouk